# Verrückte Lehrer
Verrückte Lehrer (Originaltitel: Guru-Guru Gokil) ist eine indonesische Filmkomödie von Sammaria Simanjuntak aus dem Jahr 2020. Aufgrund der COVID-19-Pandemie wurde der Film nicht im Kino aufgeführt, sondern direkt bei Netflix veröffentlicht.

## Handlung
Taat Pribadi ist ein Lehrersohn aus der ländlichen Provinz, der sein Glück in der großen Stadt sucht. Dort hangelt er sich von Gelegenheitsjob zu Gelegenheitsjob, bis er schließlich pleite ist. Ihm bleibt keine andere Möglichkeit, als in sein Heimatdorf zurückzukehren. Bei einem Arbeitsvermittler ergibt sich die Möglichkeit, mit ein bisschen Startkapital auf einem Kreuzfahrtschiff zu arbeiten. Um das mögliche Geld zu beschaffen, beginnt Taat mit gefälschten Zeugnissen als Vertretungslehrer an seiner alten Schule zu arbeiten, an der auch noch sein Vater unterrichtet.
In der Schule befreundet er sich schnell mit dem Sportlehrer Boris Bokir und er versucht mit der Lehrerin Rahayu anzubandeln, was diese aber zurückweist. Die Geschichte nimmt einen dramatischen Verlauf, als zwei Gangster einer lokalen Verbrecherbande in die Schule einbrechen und das Geld stehlen, das für die Gehälter der Lehrkräfte und die Rente von Taats Vater bestimmt war. Taat versucht die Täter zu verfolgen, diese können sich aber auf ein Motorrad retten und davonfahren.
Taat verspricht der Schule, dass er das Geld zurückholen wird und schmiedet mit den anderen Lehrkräften einen Plan, wie sie das Geld von der Verbrecherbande zurückbekommen können. Neben seiner Detektivarbeit hat Taat auch noch Probleme mit Beschwerden von Eltern in seiner Geschichtsklasse. Zwei seiner Schüler – einer von ihnen Rahayus Bruder – haben zum Missfallen der Eltern eine Präsentation über Cannabis für den Unterricht vorbereitet. Taat muss deshalb in einer Lehrprobe vor den Eltern und der Direktorin beweisen, dass er ein guter Lehrer ist.
Währenddessen hat das Team um die Lehrkräfte das Hauptquartier der Verbrecherbande, eine Autowerkstatt, ausgemacht und sie schaffen es dort einzubrechen. Der Versuch das Geld wieder zurückzuholen schlägt fehl, da die örtliche Polizei mit den Banditen unter einer Decke steckt. Aber so leicht geben Taat und sein Team nicht auf. Es kommt am Ende schließlich zu einem finalen Showdown in der Villa des Gangsterbosses.

## Veröffentlichung
Der Kinostart war für die zweite Jahreshälfte 2020 geplant, aber aufgrund der Schließung der meisten Kinos in Indonesien wurde der Film am 17. August 2020 direkt bei Netflix veröffentlicht. Verrückte Lehrer ist in 190 Ländern mit Untertiteln in 17 Sprachen, darunter auch Deutsch, verfügbar.